# Bassus bruesi
Bassus bruesi är en stekelart som först beskrevs av Roy D. Shenefelt 1970.  Bassus bruesi ingår i släktet Bassus och familjen bracksteklar. Inga underarter finns listade.